# 教習庶吉士
教習庶吉士，又稱領教習事，為中國清代官職之一。
按清朝科舉制度，每科殿試之後，除了狀元授翰林院修撰，榜眼、探花授翰林院編修，另外設立教習庶常館，二甲、三甲進士中取優秀者點選成為庶吉士「入館學習」（「館選」），進入翰林院庶常館分別學習滿文、漢文。三年後考試，稱為「散館」。
每屆館選之後，吏部按例疏請簡用大臣二人，為教習庶吉士領教習事，至散館時解任。清初由內閣學士充任，有時有侍讀等官員出任。後規定翰林院掌院學士兼任。康熙六年（1667年）以工部尚書陳元龍充任，從此尚書、侍郎、內閣學士都可充任成為定制，稱為大教習，為帶職充任制職位，品等依照原本官職。原則上教習庶吉士須同為翰林出身，但有例外以非翰林出身之幹練大員充任，如阿桂、英廉、和珅。
小教習由掌院學士選派，始於康熙三十三年（1694年），雍正年間停止，乾隆後又恢復。教習期間，大小教習之下還有侍讀、侍講負責訓導課業，另派編修、檢討二人負責膳食。